# Paradrymonia hamata
Paradrymonia hamata är en tvåhjärtbladig växtart som beskrevs av Feuillet. Paradrymonia hamata ingår i släktet Paradrymonia och familjen Gesneriaceae. Inga underarter finns listade i Catalogue of Life.